# Erechthias pagophila
Erechthias pagophila är en fjärilsart som beskrevs av Clarke 1971. Erechthias pagophila ingår i släktet Erechthias och familjen äkta malar. Inga underarter finns listade i Catalogue of Life.